# 7. СС добровољачка брдска дивизија Принц Еуген
7. СС добровољачка брдска дивизија Принц Еуген је била немачка добровољачка Вафен-СС брдска дивизија специјализована за антигерилско ратовање. Почетни састав је био у потпуности добровољачки, али се касније приступило мобилизацији. Дивизија се предала 11. маја 1945. године југословенским снагама, а током четворогодишњег рата на подручју Југославије је стекла репутацију најозлоглашеније немачке јединице. Борбена дејства дивизије била су искључиво на подручју Југославије.

## Позадина
После разбуктавања устанка у окупираној Србији, а и због избијања српског устанка у Независној Држави Хрватској, која је била савезник Трећем рајху, довело је до једног тренутка да је устанак код Срба попримио масовне размере. Немци су схватили да посадне јединице нису дорасле задатку да смире ситуацију. Били су приморани да привремено довуку 342. пешадијску дивизију из Француске, регуларну борбену јединицу, уз чију помоћ је српски устанак привремено угушен.

## Оснивање дивизије
Током своје посете државном вођи СС Хајнриху Химлеру, крајем новембра 1941. године вођа немачке народне групе у Банату, др Сеп Јанко изнео је идеју о настанку једне јединице јачине 3000 Дунавских Шваба с подручја Баната. Нешто после наведеног разговора код Химлера долази СС генерал Готлоб Бергер, начелник Главне канцеларије СС-а (SS-Hauptamt) с идејом о формирању једне горске дивизије од добровољаца фолксдојчера (Volksdeutscher — народни Немци) с подручја југоистока Европе (Мађарске (у којој спада и Бачка), Румуније, НДХ и Србије, односно Баната).
Дивизија је основана 1. марта 1942. године у Белој Цркви, у јужном Банату, где је приређена пригодна церемонија са парадом. Прво име прве јединице сачињене ван граница Трећег рајха и сачињене од Подунавских Шваба било је СС добровољачка горска дивизија Југоисток (SS Freiwilligen Gebirgs Division Südost) која од 01. априла 1942. године добија почасно име Принц Еуген, по аустријском војсковођи италијанско/француског порекла Еугену Савојском који је поразио Турке код Беча, Сенте и Петроварадина, протерао их из Мађарске и освојио Београд. У свом саставу је имала два ловачка пука са по три батаљона и један артиљеријски пук, плус додатне јединице. Да би дејствовали што ефикасније по врлетима и непроходним теренима, дивизија је обучавана као брдска (алпинистичка). Наоружање им је било углавном трофејног порекла. За попуну наоружања по формирању дивизије одмах је из штокова заробљеног наоружања војске Краљевине Југославије издвојено 9000 пушака, 1500 пиштоља и 500 пушкомитраљеза. Одлука да се дивизија наоружа заробљеним наоружањем бивше краљевске југословенске војске била је логична јер је највећи део добровољаца прошао војну обуку у југословенској војсци те је био упознат са руковањем наведеним наоружањем. Оклопни састави потицали су из ратног плена француске као и један део из југословенске армије. Немци у Бачкој су предњачили, дајући при формирању 16.527 добровољаца.
Припадници СС дивизије „Принц Еуген” уместо стандардних СС руна на левом овратнику носили су Одал руне (која означава племство, племића, принца итд).

## Команданти дивизије
За команданта дивизије је постављен СС групенфирер Артур Флепс, стари аустроугарски официр, који је између два рата био у служби румунске војске. На челу дивизије је био од 1. марта 1942. до 3. јула 1943, када га је заменио СС бригадефирер Карл фон Оберкамп. У међувремену 30. септембра 1943. године у Мостару догодило се нешто дотада непојмљиво за СС. У редовима 2. СС добровољачке горске-ловачке дивизије Принц Еуген побунила су се 173 фолксдојчера и одбила даљње служење у дивизији. Као главни разлог побуне истакнуто је понашање новог команданта дивизије, фон Оберкампа према фолксдојчерима које је отворено називао Циганима, Србима и хрватским говнима. СС генерал Флепс (као првонадређени заповедник) тренутно захтева упућивање побуњеника у концентрацијски логор (исти су спроведени у Дахау), а главну кривицу за побуну Флепс је бацио на фон Оберкампа, те официре и подофицире који нису одговарајуће поступали са подређеним војницима фолксдојчерима. О наведеном догађају Флепс је писмено известио и самога државног вођу СС-а Химлера. Убрзо 30. новембра 1943. година на чело долази СС бригадефирер Аугуст Шмитхубер, а већ 1. јануара 1944. године СС бригадефирер Ото Кум преузима ту функцију, коју ће обављати све до 20. јануара 1945. године, када команду опет преузима СС бригадефирер Аугуст Шмитхубер, до тада командант пука. Шмитхубер и фон Оберкамп (1893—1947) су након рата осуђени у Југославији на смрт као ратни злочинци.

## Састав и бројно стање дивизије
Поред два брдско-ловачка пука и једног артиљеријског пука, у дивизији је било и додатних јединица као што су коњичко, противтенковско и санитетско одељење. Затим батаљон мотоциклиста, батаљон бициклиста, батаљон везе, инжењеријски батаљон итд. Ту су биле и обавезне јединице фелджандармерије (војне полиције), коморе снабдевања, војни извештачи, ветеринари, пропагандисти и посебно одељење керовођа, водича паса. Бројчано стање дивизије било је преко 20.000 бораца, при чему је сваки пук имао између пет и шест хиљада војника. Њени припадници су постали искусни и прекаљени борци, скоро фанатици. Дивизија је од самог почетка имала веома оштар курс према цивилном становништву, нарочито у крајевима где се су вођене борбе.

## Ратне операције
Дивизија је прву операцију извела на тлу Србије, на Копаонику (Операција Копаоник), где је ангажована да уништи четнике Драгутина Кесеровића. Том приликом није дошло до борбених контакта, али је дивизија већ на почетку показала крајњу безобзирност према цивилном становништву.
Дивизија је имала врло запажену улогу у ратним операцијама „Weiss” и „”.
Изузетно значајну улогу дивизија је одиграла током операције Ахзе, септембра. октобра и новембра 1943, кад је, у сарадњи са другим снагама, нападима на Сплит и Подбиоковље отклонила непосредну опасност од савезничког искрцавања у Далмацији. У том периоду дивизија је представљала окосницу за формирање 5. СС брдског корпуса.
7. СС дивизија, пошто је доказала своју високу тактичку вредност и савладала вештину противпартизанског ратовања, заједно са 1. брдском дивизијом (кад је ова била расположива) представљала је ударну оперативну снагу Команде Југоистока широм Југославије, под командом Друге оклопне армије. Употребљавана је на свим кључним позицијама током операција Кугелблиц, Шнештурм, Валдрауш, Реселшпрунг. Истакла се при разуђеним борбама за спречавање маневра снага НОВЈ према Србији између реке Босне и Дрине, и представљала окосницу у операцијама Хакфлајш, Драуфгенгер и Рибецал.
Након неуспелих покушаја спречавања преласка 12. корпуса НОВЈ у Србију током септембра дивизија је водила борбе против снага НОВЈ у области Западне Мораве и Шумадији. Крајем септембра, услед појаве Црвене армије, пребачена је на бугарску границу ради образовања фронта. Претрпела је тешке губитке у борбама за Зајечар, и посебно у Нишкој операцији, којом приликом је више него преполовљена.
Дивизија је, услед своје интензивне употребе, све време трпела озбиљне губитке, али је фолксдојчерско становништво представљало солидну базу за попуну. Попуна је вршена формирањем допунских батаљона који би након прикључивања дивизији били расформирани, а људство распоређено по јединицама. На пример, у октобру 1944. дејствовала су два 7. СС допунска батаљона — један у Сарајеву, а други у Београду — али ни један ни други нису успели да се придруже својој матичној јединици. Након губитака у Нишкој операцији, дивизија је поново формирана у децембру 1944. помоћу нове попуне и остатка расформиране СС дивизије Скендербег.
Након учествовања у противнападима на Сремском фронту јануара 1945 (у операцији Зимска олуја), дивизија је поново постала главна оперативна маневарска формација Групе армија Е, и употребљавана је у борбама у Славонији, на ликвидацији Вировитичког мостобрана, у околини Сарајева и у доњем току Босне (Операција Мајска олуја).

## Ратни злочини
Јединице 7. СС дивизије починиле су многобројне ратне злочине током својих похода. Заробљени партизани су по правилу стрељани, укључујући и рањенике.
Ова дивизија је такође починила и велики број злочина над цивилима. Њене јединице су по правилу у зони борбе вршили одмазде над цивилима. Те рутинске одмазде над цивилима односиле су од неколико десетина, па до више од хиљаду жртава. Током тродневног масакра у Сињској крајини марта 1944, где је учествовао и батаљон 7. СС дивизије, убијено је око 1.500 цивила. Више стотина цивила страдало је и у масакрима 7. СС дивизије у Кривој реци октобра 1942, у Пиви јуна 1943., у Аржану септембра 1943, и у селу Велика јула 1944. Чак је и генерал Јозеф Киблер, командант 118. ловачке дивизије, током истраге изјавио како су СС трупе биле познате по преоштрим поступцима према народу.
Kübler je 3. септембар 1946. godine izjavio – govoreći o sinjskoj operaciji – da mu je „bilo poznato da su SS trupe bile preoštre u postupku prema narodu”
Током борбених деловања у великим противпартизанским подухватима, СС Принц Еуген показала се у низу тешких злочина против цивилног становништва (само у једном селу припадници 369. пешачке дивизије пронашли су 121 убијену особу). Уследили су тешки приговори на понашање припадника дивизије, како од стране официра Вермахта, тако и од стране цивилних власти НДХ. На све наведене оптужбе СС генерал Артур Флепс одговорио је примедбом да се тако ратује на Балкану те да се војници под његовим заповедништвом до крајњег напрезања и војнички пожртвовано боре против партизанских бандита и да ће се једино преко њега мртвог судити некоме од њему потчињених војника, подофицира и официр за наведене злочине.
Командант 2. (14.) СС пука Аугуст Шмитхубер, касније командант 21. СС дивизије и затим целе 7. СС дивизије, осуђен је на смрт вешањем на суђењу у Београду од 5. до 16. фебруара 1947.

## Песма дивизије "Принц Еуген"
Део текста нацистичке војне песме из Другог светског рата, која има изразито увредљив и антисрпски садржај.
"Prinz Eugen, der edle Haufen, mit den Serben muß er raufen, unsre Muli-Division! Und gar manchen Serbenschädel und gar manches Serbenmädel sehe ich gefallen schon..."
 "Принц Еуген, племенита чета, са Србима мора да се бори, наша мула-дивизија! И већ много српских лобања,и већ много српских девојака, већ видим да је пало..."